# Jean Le Maistre
Jean Le Maistre (mort à Paris en 1596) est un avocat général, puis premier président du Parlement de Paris (1591-1594), qui rendit, le 28 juin 1593, un arrêt désormais célèbre, qui contribua à l'accession au trône d'Henri IV et prit le nom d'arrêt Lemaistre.
Au terme d'une longue crise, cet arrêt conduisit à la reconnaissance du roi de Navarre Henri III, chef de la maison capétienne de Bourbon, comme roi de France sous le nom d'Henri IV, après qu'il eut abjuré la religion « prétendue réformée » en 1593.
Sur l'interprétation de cet arrêt, on renverra à l'article détaillé :
Dévolution de la couronne de France.